# Cavendishia morii
Cavendishia morii är en ljungväxtart som beskrevs av J.L. Luteyn. Cavendishia morii ingår i släktet Cavendishia och familjen ljungväxter. Inga underarter finns listade i Catalogue of Life.